# Conservatoire de musique d'Oberlin
Le Conservatoire de musique d'Oberlin est une école supérieure de musique fondée en 1865 à Oberlin dans l'Ohio par George Allen, élève de Robert Schumann à Leipzig. C’est le plus ancien conservatoire en fonctionnement continu aux États-Unis. 
Le bâtiment du conservatoire a été conçu par Minoru Yamasaki en 1963 dans un style très proche de celui qu’il réutilisera, plus tard, dans la conception du World Trade Center à New York. Mai 2010 a vu l’inauguration du Bertram et Judith Kohl Building, nouveau siège du conservatoire d’Oberlin pour les études de jazz, d’histoire de la musique et de théorie musicale.

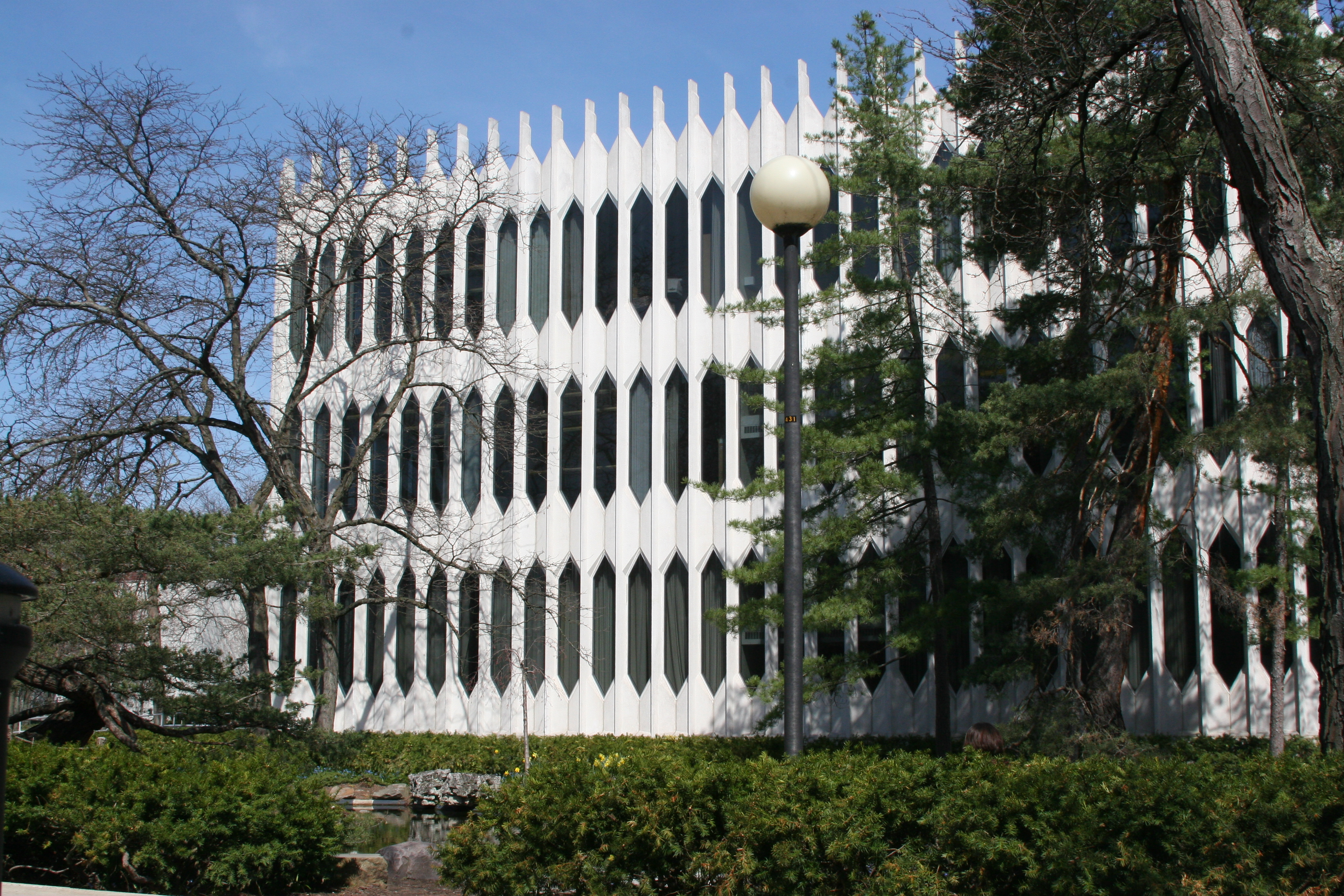
Le conservatoire de musique à Oberlin College.

Les élèves du conservatoire d’Oberlin ont accès à un très large réseau dans le monde musical, car ses diplômés se retrouvent dans la plupart des grands ensembles professionnels. L’admission est basée principalement sur une audition hypercompétitive où plus de 1 400 musiciens du monde entier s’affrontent pour environ 120 places.
Le conservatoire d’Oberlin est l’un des rares conservatoires américains à être entièrement connecté à une université d'arts libéraux, Oberlin College, nommée d’après le pasteur français Jean-Frédéric Oberlin, première institution d’enseignement supérieur américaine à admettre des étudiants de sexe féminin (1837) et afro-américains (1835). Ceci qui permet à ses étudiants de poursuivre parallèlement une éducation en musique et en arts libéraux traditionnels sanctionnée par un programme de double diplôme en cinq ans. Le conservatoire et l’université d’Oberlin se targuent d’appartenir presque exclusivement au premier cycle car l’objectif principal du corps enseignant est le développement des étudiants en tant que musiciens, artistes et individus.
Le conservatoire d’Oberlin a reçu, en 2009, des mains du président Obama, la National Medal of Arts, la plus haute distinction décernée par le gouvernement des États-Unis aux artistes et aux mécènes, en reconnaissance de la richesse et de la profondeur de leur expression créative. C’est, à ce jour, la seule école de musique professionnelle à avoir été ainsi distinguée dans l’histoire des États-Unis.
Le conservatoire contient également la plus grande collection de pianos Steinway & Sons hors de l’usine Steinway.

## Anciens étudiants
- Robert Nathaniel Dett (1882 - 1943), compositeur
- Brian Chase, batteur des Yeah Yeah Yeahs
- Greg Saunier, batteur des Deerhoof
- Jenny Scheinman, violoniste de jazz
- William Grant Still, compositeur (sans diplôme)
- Sullivan Fortner, pianiste de jazz
- Jon Theodore, batteur des The Mars Volta
- David Zinman, chef d’orchestre
- Certains membres du Eighth Blackbird
- David Miller (Il Divo)
- Lora Aborn
- Skip Sempé
- Christopher Rouse (1949-2019), compositeur américain

## Professeurs renommés
- Richard Hoffman (1925-), compositeur Michel Debost (1934) flûtiste

## Galerie

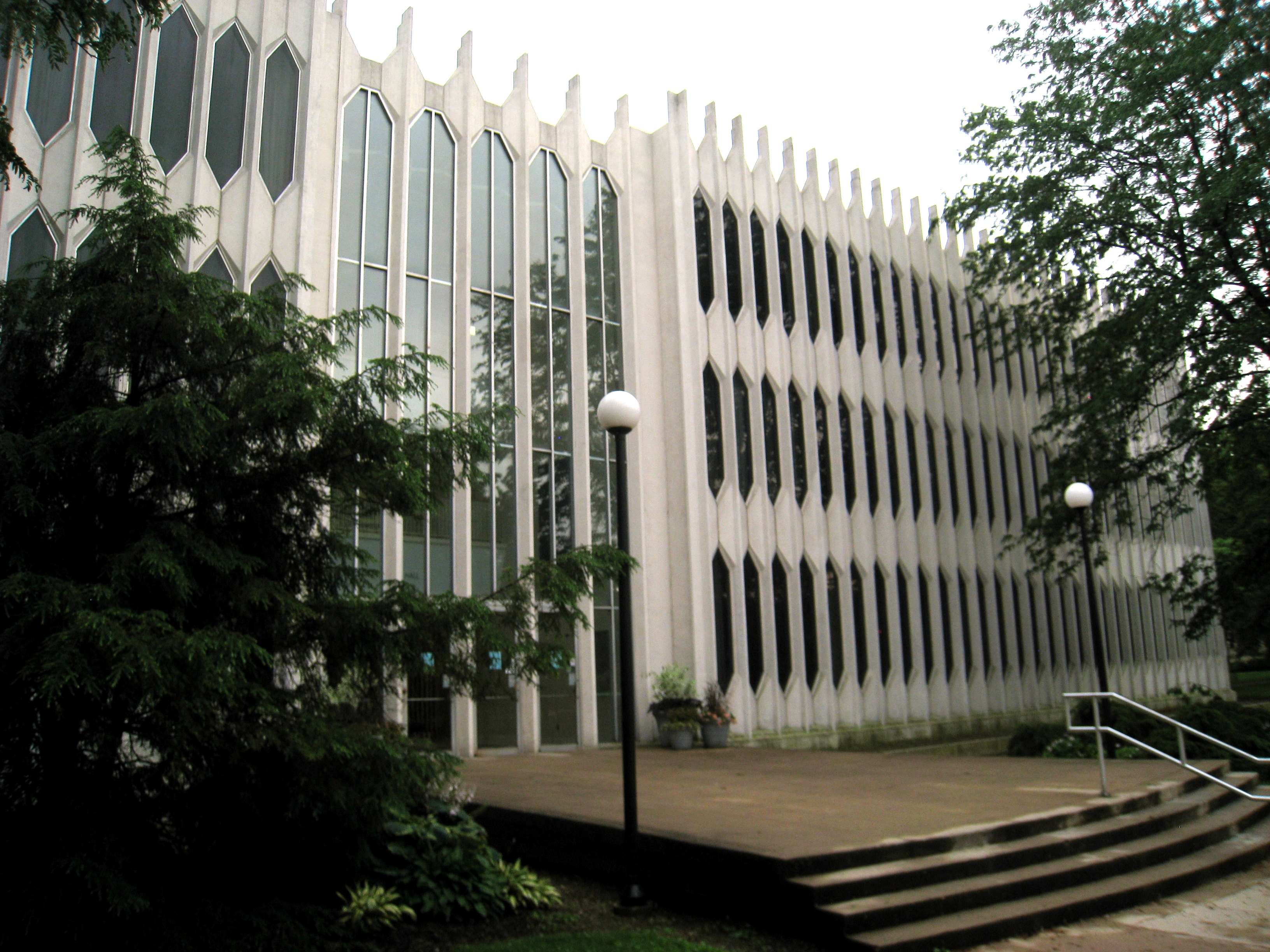
Vue extérieure.
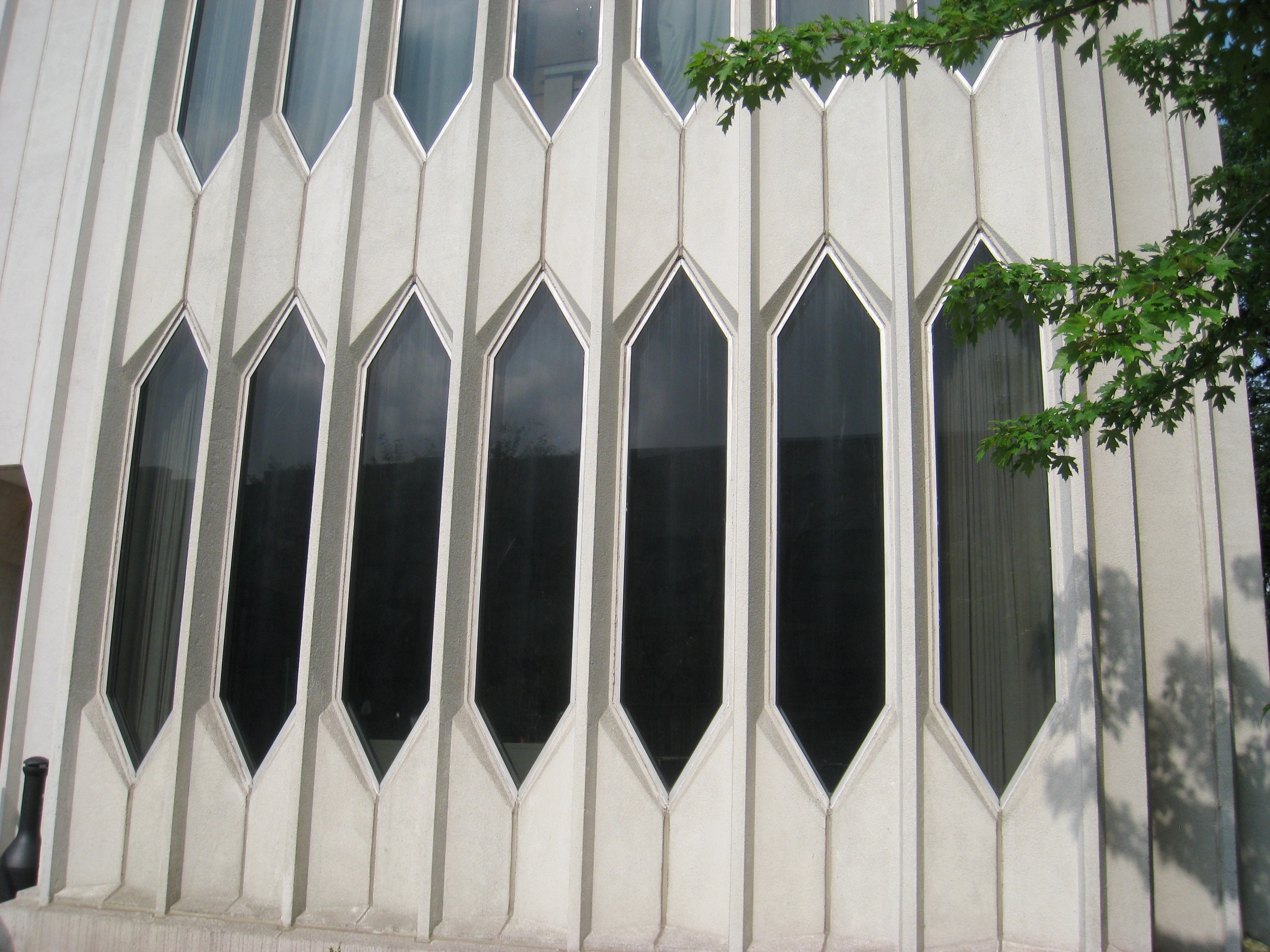
Vue extérieure.
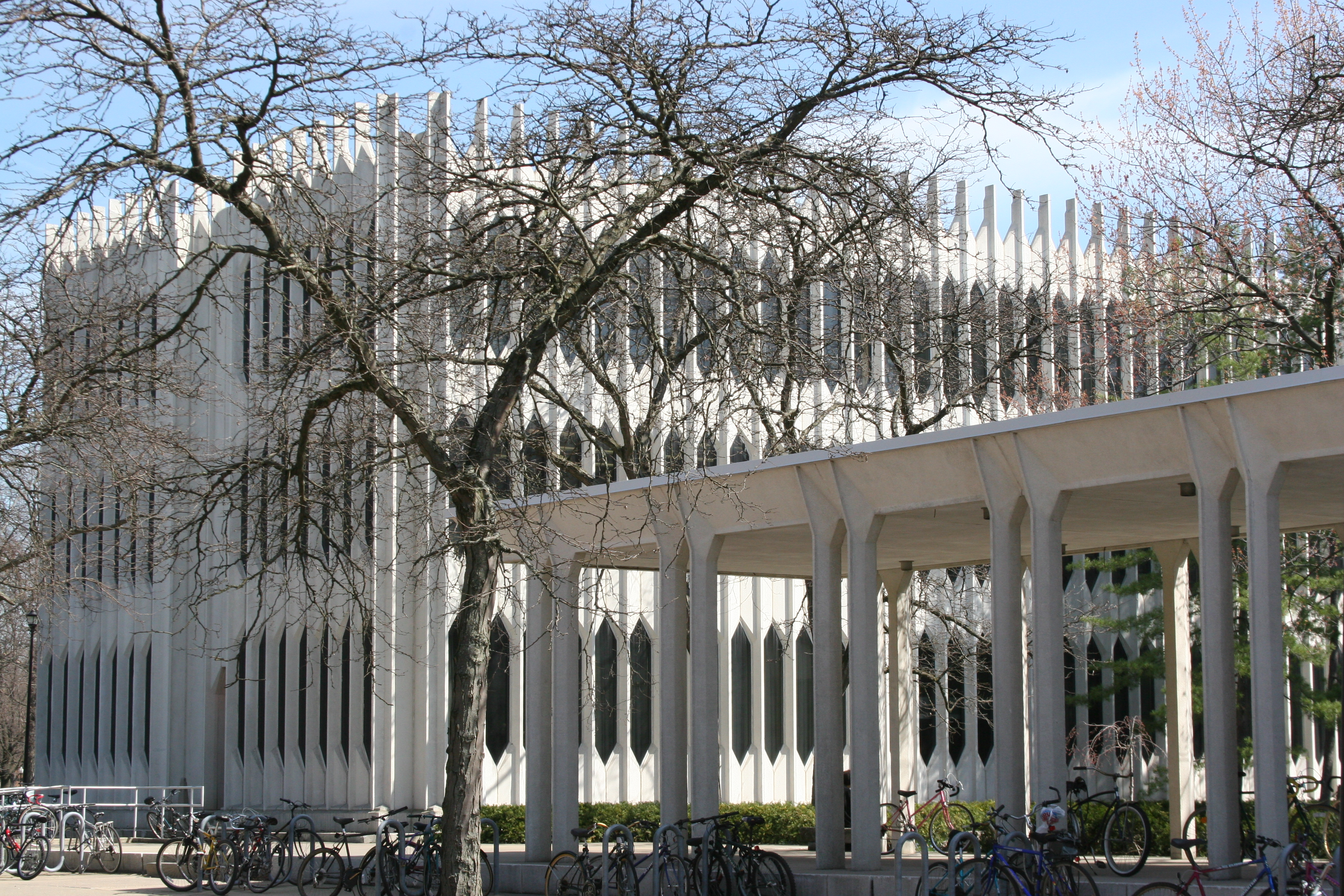
Vue extérieure.
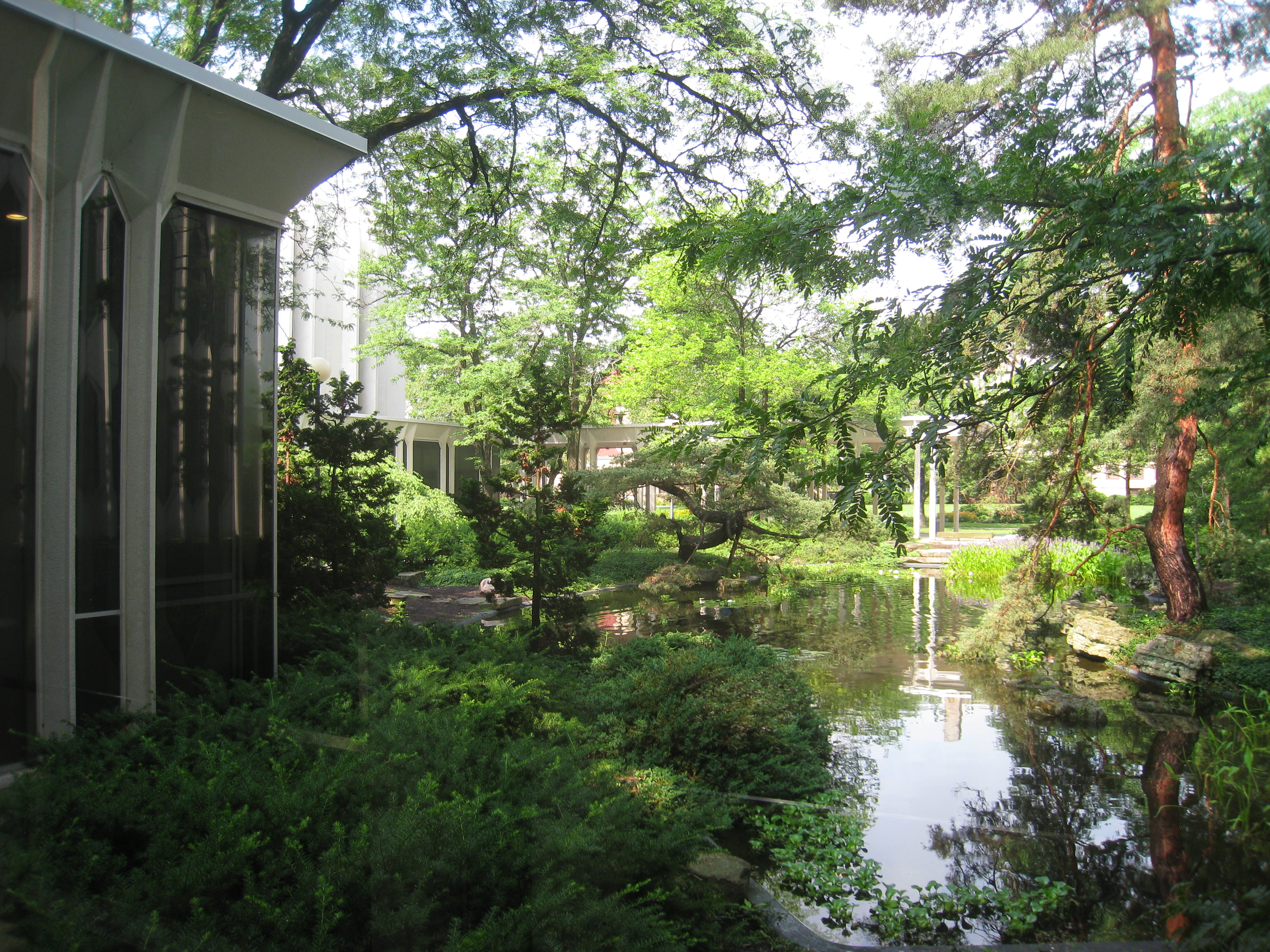
Vue extérieure.
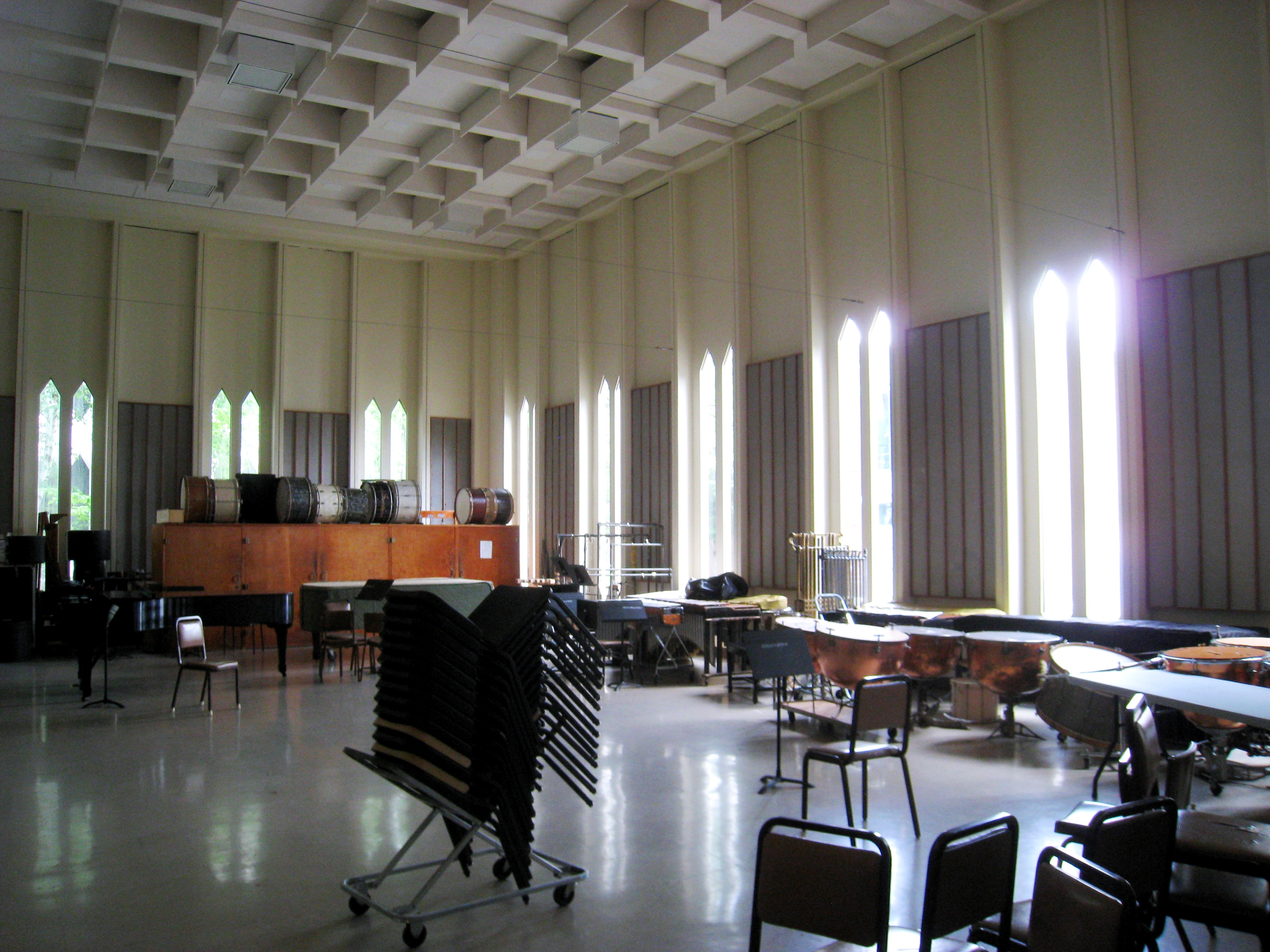
Intérieur.
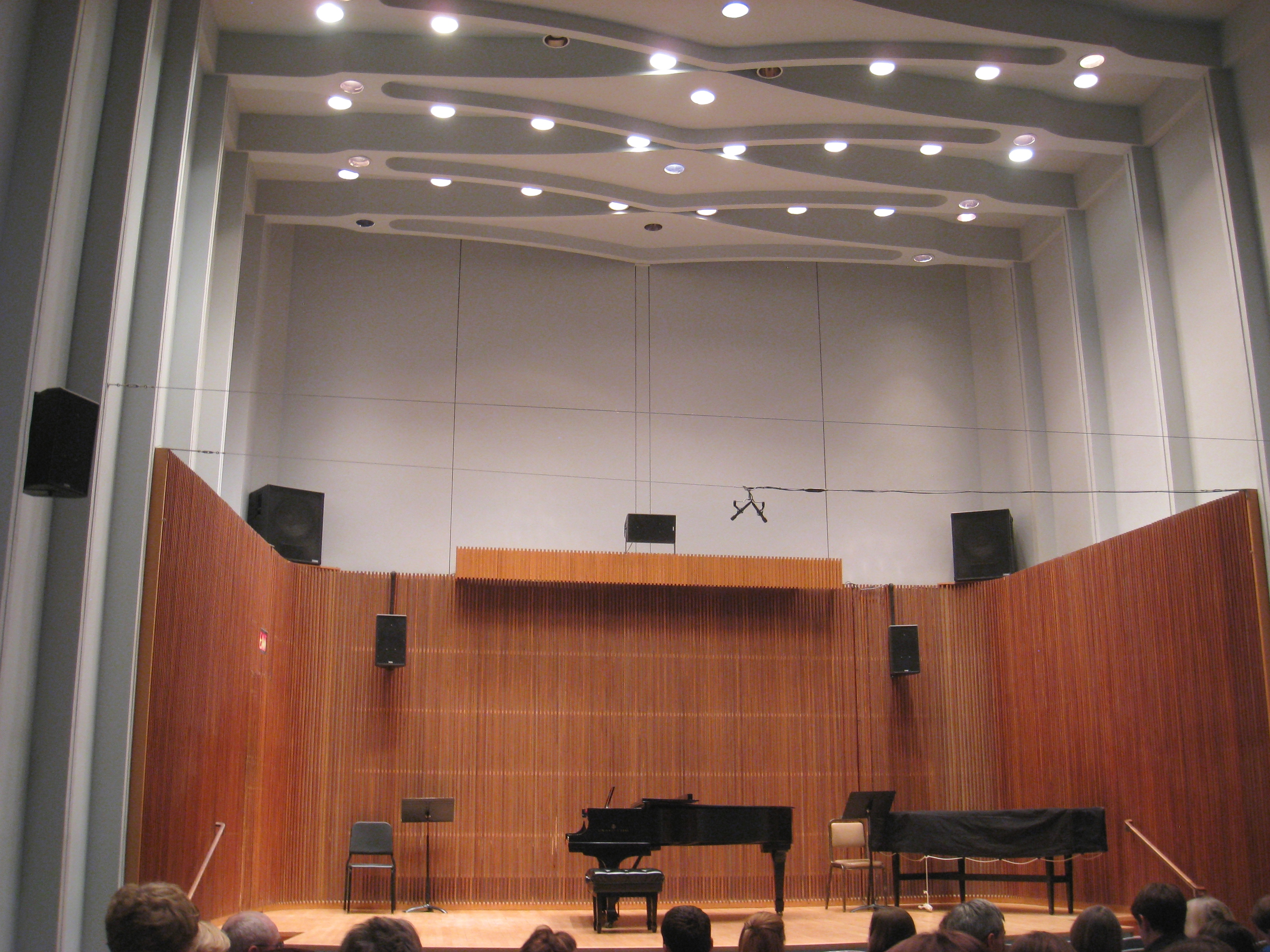
Kulas.
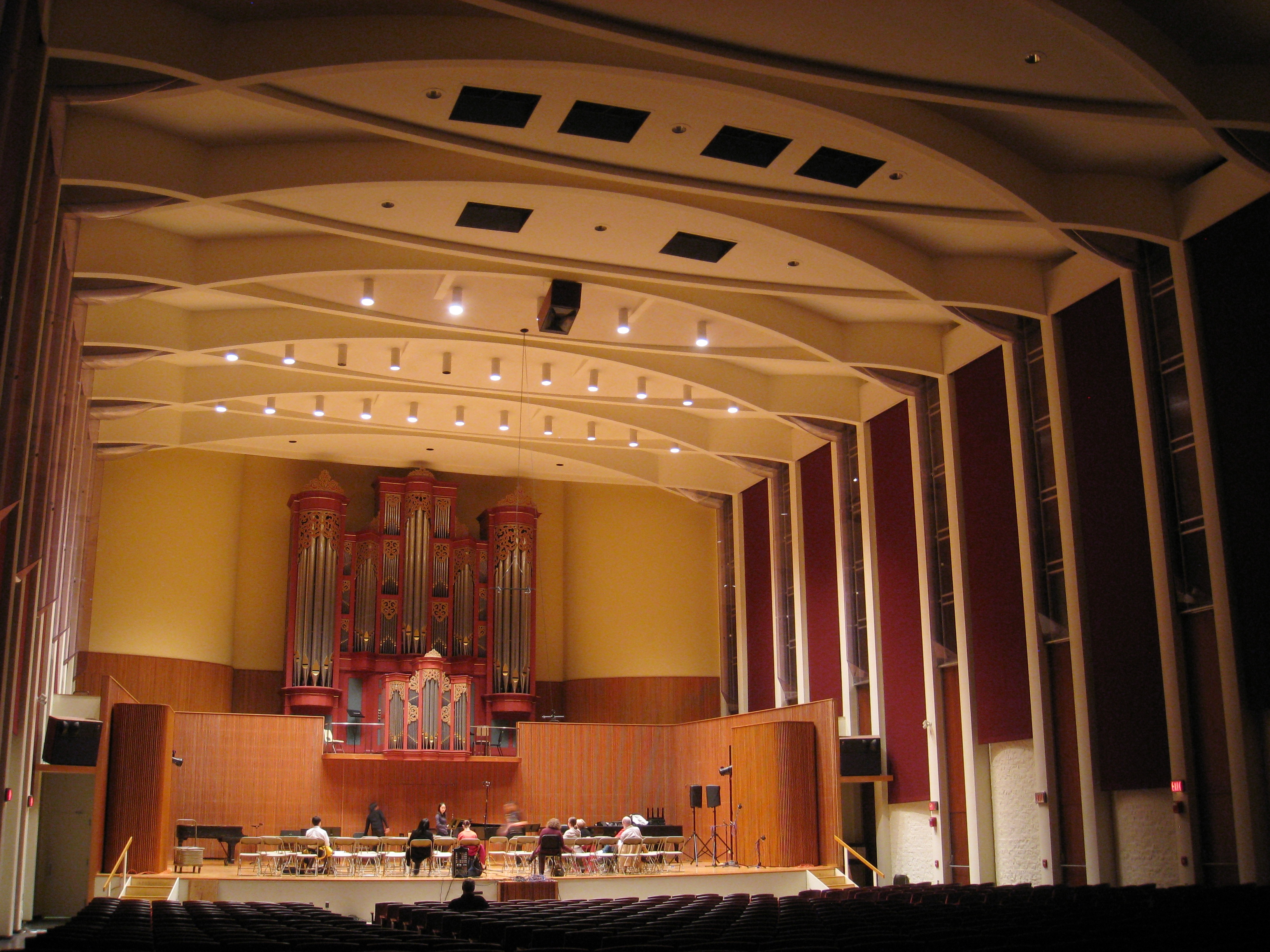
Warner.
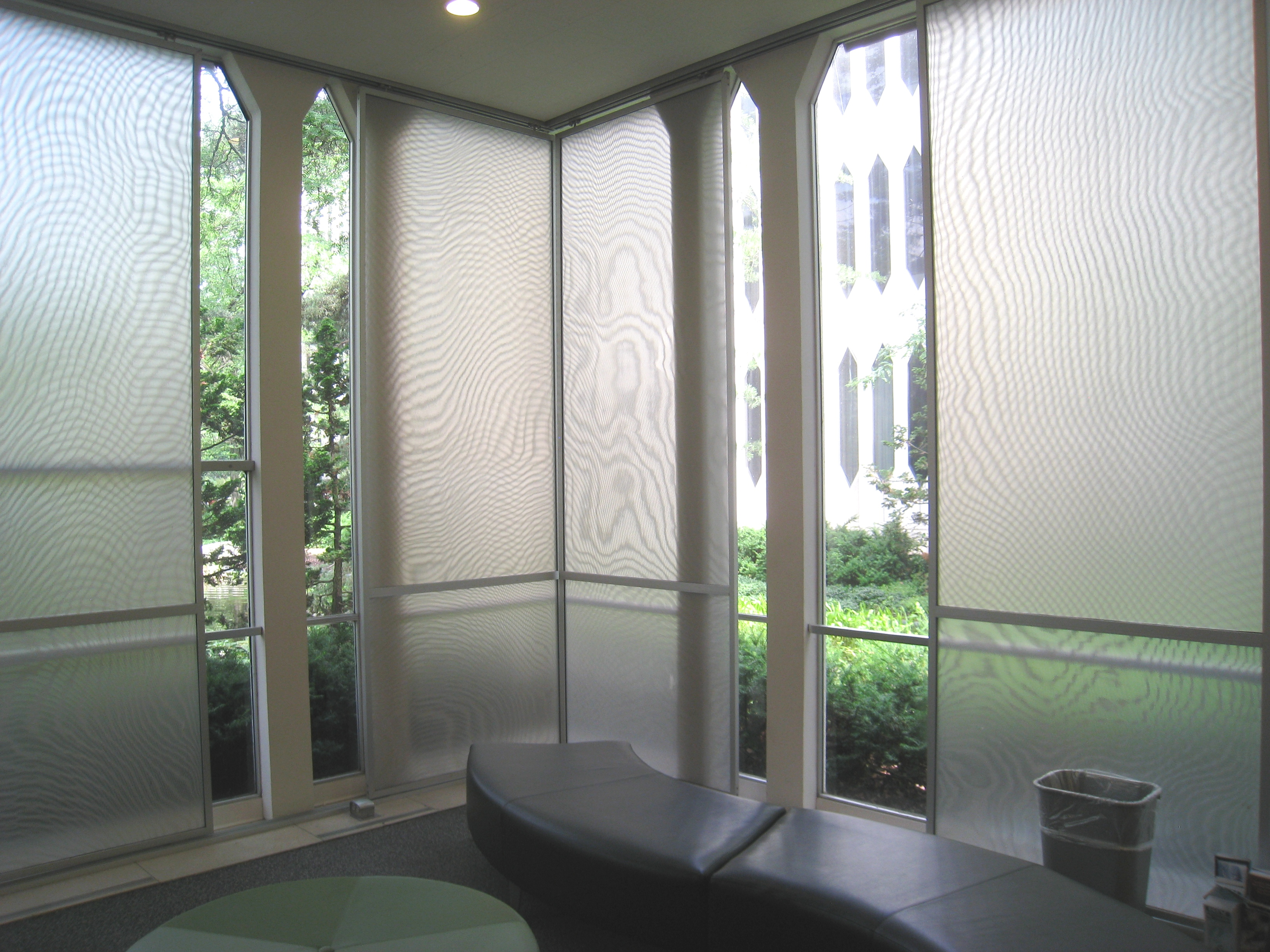
Intérieur.